# Бенинская бронза

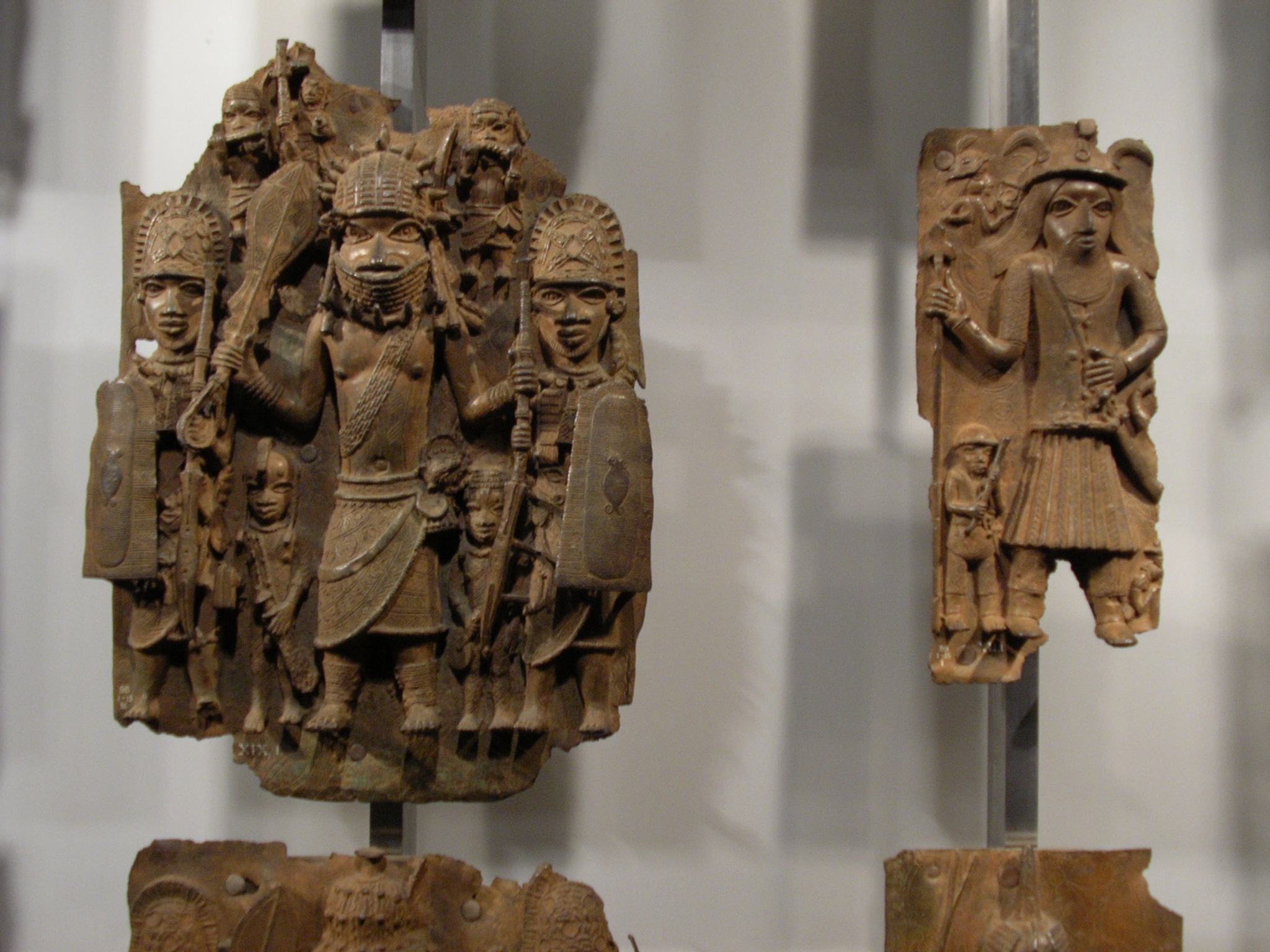
Две типичных пластинки: левая изображает воина, по бокам от которого — два щитоносца

Бенинская бронза — коллекция из более чем 1000 латунных пластинок с изображениями из дворца правителя Бенинского царства. Название дважды обманчиво — не только из-за материала, но и потому, что границы средневекового королевства не совпадали с границами современных государств, и дворец находился на территории современной Нигерии, а не соседнего Бенина.
«Бронзовые» (то есть латунные) изделия изображают ряд сцен, в том числе изображения животных, рыб, людей и сцены придворной жизни.
Изображения отлиты попарно, хотя каждое изделие изготавливалось индивидуально. Предполагается, что изначально эти латунные украшения были приделаны к стенам и столбам дворца, при этом некоторые из них служили как наставления по придворному протоколу для прибывших ко двору.
Пластинки были захвачены британскими войсками во время бенинской карательной экспедиции 1897 года в сожжённой ими столице и переданы в Форин-Офис. Около 200 предметов были позднее переданы в Британский музей, остальные разошлись по частным коллекциям. Бронзовые изделия из Нигерии вызвали в Европе большой интерес к африканской культуре. По мнению историков, они были отлиты в XIII—XVI веках. Устная традиция относит начало производства в Бенинском царстве изделий из медных сплавов ко времени правления обы Огуолы (около 1280 — 1295 гг.).
Нигерия, на территории которой находилась значительная часть Бенинского царства, в 1950—1970-е годы выкупила у Британского музея около 50 предметов и постоянно обращается с просьбой о возврате остальных.
Исследование 2023 года показало, что латунь для множества бенинских бронз была привезена из Германии.